# Ride (serie de televisión)
Ride fue una serie de televisión británico-canadiense creada por Jill Girling y Lori Mather-Welch. La serie se estrenó en Canadá en YTV el 5 de septiembre de 2016, y se estrenó en Estados Unidos en Nickelodeon el 30 de enero de 2017 y en Latinoamérica se estrenó el 5 de marzo de 2017.

## Sinopsis
Kit, es una nueva estudiante en la escuela ecuestre en la Academia Covington, que luego se hace amiga de un caballo llamado TK.

## Elenco
- Kendra Leigh Timmins como Kit.
- Alana Boden como Elaine.
- Oliver Dench como Will.
- Jonny Gray como Josh.
- Natalie Lisinska como Sally.
- Manuel Pacific como Nav.
- Rameet Rauli como Anya.
- Sara Botsford como Lady Covington.

## Episodios
| N.º (serie) | Título                            | Director      | Guionista(s)                      | Emisión en Canadá        | Emisión en USA        | Emisión en Latinoamérica | Código | Audiencia en USA (en millones) |
| ----------- | --------------------------------- | ------------- | --------------------------------- | ------------------------ | --------------------- | ------------------------ | ------ | ------------------------------ |
| 1           | «Arrival»                         | Stefan Scaini | Jill Girling                      | 5 de septiembre de 2016  | 30 de enero de 2017   | 5 de marzo de 2017       | 101    | 1.21                           |
| 2           | «Dresses and Dressage»            | Stefan Scaini | Jill Girling                      | 6 de septiembre de 2016  | 30 de enero de 2017   | 5 de marzo de 2017       | 102    | 1.06                           |
| 3           | «Hippophobia and Ophidiophobia»   | Stefan Scaini | Shelley Scarrow                   | 7 de septiembre de 2016  | 31 de enero de 2017   | 12 de marzo de 2017      | 103    | 1.05                           |
| 4           | «Three's a Crowd»                 | Stefan Scaini | Niki Rooney                       | 8 de septiembre de 2016  | 1 de febrero de 2017  | 12 de marzo de 2017      | 104    | 1.12                           |
| 5           | «Gone Guy»                        | Tim Hopewell  | Jill Girling                      | 12 de septiembre de 2016 | 2 de febrero de 2017  | 19 de marzo de 2017      | 105    | 0.96                           |
| 6           | «Wild Horses»                     | Tim Hopewell  | Shelly Scarrow & Michael T. Foley | 13 de septiembre de 2016 | 3 de febrero de 2017  | 19 de marzo de 2017      | 106    | 0.91                           |
| 7           | «One Lump or Two?»                | Tim Hopewell  | Jill Girling                      | 14 de septiembre de 2016 | 6 de febrero de 2017  | 26 de marzo de 2017      | 107    | 0.97                           |
| 8           | «Happy Unbirthday»                | Tim Hopewell  | Niki Rooney                       | 15 de septiembre de 2016 | 7 de febrero de 2017  | 26 de marzo de 2017      | 108    | 0.91                           |
| 9           | «After the Ball»                  | Tim Hopewell  | Shelley Scarrow                   | 19 de septiembre de 2016 | 8 de febrero de 2017  | 2 de abril de 2017       | 109    | 1.04                           |
| 10          | «The Cup»                         | Tim Hopewell  | Jill Girling                      | 20 de septiembre de 2016 | 9 de febrero de 2017  | 2 de abril de 2017       | 110    | 1.17                           |
| 11          | «Stalled»                         | Tim Hopewell  | Jennifer Daley                    | 21 de septiembre de 2016 | 10 de febrero de 2017 | 9 de abril de 2017       | 111    | 0.91                           |
| 12          | «Who Rules the School?»           | Tom Hopewell  | Niki Rooney                       | 22 de septiembre de 2016 | 13 de febrero de 2017 | 9 de abril de 2017       | 112    | 1.04                           |
| 13          | «We Need to Talk About Covington» | Stefan Scaini | Jill Girling                      | 26 de septiembre de 2016 | 14 de febrero de 2017 | 16 de abril de 2017      | 113    | 0.85                           |
| 14          | «Come Horse or High Water»        | Stefan Scaini | Matt Schiller                     | 27 de septiembre de 2016 | 15 de febrero de 2017 | 16 de abril de 2017      | 114    | 1.01                           |
| 15          | «Steeplechase»                    | Stefan Scaini | Jill Girling                      | 28 de septiembre de 2016 | 16 de febrero de 2017 | 23 de abril de 2017      | 115    | 0.91                           |
| 16          | «Pros & Cons»                     | Stefan Scaini | Jennifer Daley                    | 29 de septiembre de 2016 | 17 de febrero de 2017 | 23 de abril de 2017      | 116    | 0.92                           |
| 17          | «Trading Horses»                  | Stefan Scaini | Jill Girling                      | 3 de octubre de 2016     | 21 de febrero de 2017 | 30 de abril de 2017      | 117    | 0.98                           |
| 18          | «Distractions & Deceptions»       | Stefan Scaini | Niki Rooney                       | 4 de octubre de 2016     | 22 de febrero de 2017 | 30 de abril de 2017      | 118    | 0.87                           |
| 19          | «Let It Ride»                     | Stefan Scaini | Shelley Scarrow                   | 5 de octubre de 2016     | 23 de febrero de 2017 | 7 de mayo de 2017        | 119    | 0.94                           |
| 20          | «Dark Horse»                      | Stefan Scaini | Shelley Scarrow                   | 6 de octubre de 2016     | 24 de febrero de 2017 | 7 de mayo de 2017        | 120    | 0.99                           |

## Producción
La serie fue producida por Breakthrough Entertainment en Canadá en colaboración con Buccaneer Media en el Reino Unido. Ride fue filmado en Toronto y en Irlanda del Norte. La serie fue aceptada una temporada completa de 20 episodios. El 11 de agosto de 2016, el episodio completo fue estrenada exclusivamente en la plataforma en línea en YTV antes de su estreno oficial. Fue estrenada en YTV en Canadá el 5 de septiembre de 2016. Nuevos episodios estrenaron en Canadá por el resto de esa semana, y se estrenó en Nickelodeon en los Estados Unidos el 30 de enero de 2017.